# Csévharaszt
Csévharaszt é um município da Hungria, situado no condado de Peste. Tem 49,24 km² de área e sua população em 2015 foi estimada em 1.920 habitantes.